# Crayon Shin-chan: Gekitotsu! Rakuga Kingdom to Hobo Yonin no Yūsha
Crayon Shin-chan: Gekitotsu! Rakuga Kingdom to Hobo Yonin no Yūsha (Nhật: 映画クレヨンしんちゃん 激突！ラクガキングダムとほぼ四人の勇者) là phim anime 2020 được sản xuất bởi Shin-Ei Animation. Là bộ phim điện ảnh thứ 28 trong series manga và anime hài hước Shin – Cậu bé bút chì. Ra mắt tại các rạp phim Nhật Bản từ 24 tháng 4 năm 2020. Đạo diễn của bộ phim là Takahiko Kyogoku, cũng là nhà biên kịch cùng với Ryo Takada. Ngày 3 tháng 4 phim được thông báo bị hoãn chiếu do tác động từ Đại dịch COVID-19.

## Phân vai
- Yumiko Kobayashi : Shinnosuke Nohara
- Miki Narahashi: Misae Nohara
- Toshiyuki Morikawa:  Hiroshi Nohara
- Satomi Kōrogi: Himawari Nohara
- Mari Mashiba: Tōru Kazama & Bạch Tuyết
- Tamao Hayashi : Nene
- Teiyū Ichiryūsai: Masao
- Chie Satō : Bo
- Shizuka Itō : Nanako
- Mizuki Ōtsuka
- Hiroshi Kamiya : Buriburizaemon

## Phòng vé
Ra mắt 317 rạp, bộ phim đã mở màn ở vị trí số 1 và bán được 212.000 vé với thu nhập khoảng 262 triệu yên (khoảng 2,47 triệu đô la Mỹ) trong tuần đầu công chiếu.  Đến cuối tuần thứ sáu, bộ phim tụt từ hạng 5 xuống hạng 7 và thu về tổng doanh thu là 1.085.377.700 yên (khoảng 10,28 triệu đô la Mỹ). 